# Henryk Hosowicz
Henryk Hosowicz (ur. 31 sierpnia 1910 we Stanisławowie, zm. 14 września 1969 w Londynie) – polski nauczyciel, dyrygent chórów.

## Życiorys
Urodził się 31 sierpnia 1910 w Stanisławowie. Kształcił się w Państwowej Szkole Realnej w Stanisławowie. Ukończył Seminarium Nauczycielskie w Stanisławowie. Był naczelnikiem Polskiego Towarzystwa Gimnastycznego „Sokół” na „Górce” w Stanisławowie.
Podczas II wojny światowej był oficerem 1 Dywizji Pancernej. W tym czasie organizował chóry na Węgrzech, we Francji i w Szkocji. Był dyrygentem Chóru Wojska Polskiego, później przekształconego w Chór Chopina w Londynie, a także dyrygentem Chóru Akademickiego, Chóru im. Szymanowskiego, chóru kościelnego przy Devonia Road w Londynie. Pracował jako nauczyciel i dyrygent w Gimnazjum Sióstr Nazaretanek w Pitsford. Pełnił także funkcję naczelnego dyrygenta Związku Chórów Polskich w Anglii. Prowadził Poradnię Artystyczną, a za jej pośrednictwem popularyzował polskie pieśni wydając ich zbiory (np. Kolędy polskie, Suita lwowska)
Zmarł 14 września 1969 w Londynie i tam został pochowany.